# Satisfacció del client
La satisfacció del client (sovint abreujat com a CSAT, acrònim de customer satisfaction) és un terme que s'utilitza amb freqüència en màrqueting. És una mesura de com els productes i serveis subministrats per una empresa compleixen o superen les expectatives dels clients. La satisfacció del client es defineix com "el nombre de clients, o percentatge del total de clients, l'experiència reportada amb una empresa, els seus productes o els seus serveis (puntuació) supera els objectius de satisfacció especificats". Els clients tenen un paper important i són essencials per mantenir un producte o servei rellevant. Per tant, és del millor interès del negoci garantir la satisfacció del client i fidelitzar-lo.
El Màrqueting Accountability Standards Board (MASB) avala les definicions, propòsits i mesures que apareixen a Marketing Metrics com a part del seu Common Language in Marketing Project en curs. En una enquesta a prop de 200 directors sèniors de màrqueting, el 71% va respondre que trobava una mètrica de satisfacció del client molt útil per gestionar i supervisar els seus negocis. La satisfacció del client es considera un indicador clau de rendiment dins de l'empresa i sovint forma part d'un Balanced Scorecard. En un mercat competitiu on les empreses competeixen pels clients, la satisfacció del client es veu com un gran diferenciador i cada cop s'ha convertit en un element important de l'estratègia empresarial.

## Propòsit

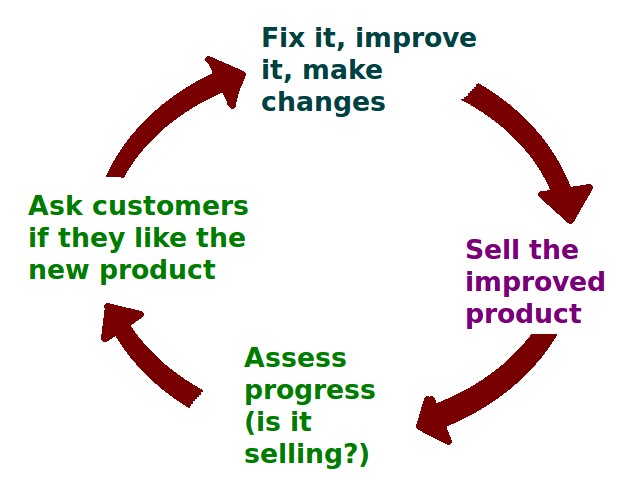
Idealment, una empresa busca contínuament comentaris per millorar la satisfacció del client.

Faris et al. va escriure que "[l]a satisfacció del client proporciona un indicador principal de les intencions de compra i la lleialtat dels consumidors". Els autors també van escriure que "les dades de satisfacció del client es troben entre els indicadors de percepció del mercat que es recullen amb més freqüència. El seu ús principal és doble:"
1. "Dins de les organitzacions, la recollida, anàlisi i difusió d'aquestes dades envien un missatge sobre la importància d'atendre els clients i garantir que tinguin una experiència positiva amb els béns i serveis de l'empresa".[1]
2. "Tot i que les vendes o la quota de mercat poden indicar el bon rendiment d'una empresa actualment, la satisfacció és potser el millor indicador de la probabilitat que els clients de l'empresa facin més compres en el futur. Moltes investigacions s'han centrat en la relació entre la satisfacció del client i la retenció. Els estudis indiquen que les ramificacions de la satisfacció es realitzen amb més força als extrems".

En una escala de cinc punts, "els individus que valoren el seu nivell de satisfacció com a "5" probablement es converteixin en clients recurrents i fins i tot podrien evangelitzar per a l'empresa. Una segona mètrica important relacionada amb la satisfacció és la voluntat de recomanar. Aquesta mètrica es defineix com "[l]el percentatge de clients enquestats que indiquen que recomanarien una marca als amics". Un estudi anterior sobre la satisfacció del client va indicar que quan un client està satisfet amb un producte, podria recomanar-lo a amics, familiars i companys. Això pot ser un poderós avantatge de màrqueting. Segons Faris et al., "[i]nindividus que valoren el seu nivell de satisfacció com a '1', en canvi, és poc probable que tornin. A més, poden fer mal a l'empresa fent comentaris negatius al respecte als clients potencials. La voluntat de recomanar és una mètrica clau relacionada amb la satisfacció del client."

## Fonament teòric
En la literatura de recerca, els antecedents de la satisfacció del client s'estudien des de diferents perspectives. Aquestes perspectives s'estenen des de la psicològica a la física, així com des de la perspectiva normativa. Tanmateix, en bona part de la literatura, la investigació s'ha centrat en dos constructes bàsics, (a) expectatives abans de la compra o ús d'un producte i (b) la percepció del client del rendiment d'aquest producte després d'utilitzar-lo.
Les expectatives d'un client sobre un producte depenen de com el client pensa que el producte tindrà. Es creu que els consumidors tenen diversos "tipus" d'expectatives a l'hora de formar opinions sobre el rendiment previst d'un producte. Miller al 1977 va descriure quatre tipus d'expectatives: ideals, esperades, mínimes tolerables i desitjables. Day, al 1977, va subratllar diferents tipus d'expectatives, incloses les sobre els costos, la naturalesa del producte, els beneficis i el valor social.
Es considera que els clients jutgen els productes segons un conjunt limitat de normes i atributs. Olshavsky i Miller, al 1972, i Olson i Dover, al 1976, van dissenyar les seves investigacions per manipular el rendiment real del producte, i el seu objectiu era esbrinar com les expectatives influïen en les puntuacions de rendiment percebudes. Aquests estudis van treure les discussions sobre l'explicació de les diferències entre les expectatives i el rendiment percebut."
En alguns estudis de recerca, els estudiosos han pogut establir que la satisfacció del client té un fort component emocional, és a dir, afectiu. Altres mostren que els components cognitius i afectius de la satisfacció del client s'influeixen recíprocament al llarg del temps per determinar la satisfacció global.
Especialment per als béns duradors que es consumeixen al llarg del temps, cal tenir una perspectiva dinàmica de la satisfacció del client. Des d'una perspectiva dinàmica, la satisfacció del client pot evolucionar amb el temps a mesura que els clients utilitzen repetidament un producte o interactuen amb un servei. La satisfacció experimentada amb cada interacció (satisfacció transaccional) pot influir en la satisfacció global acumulada. Els estudiosos van demostrar que no només la satisfacció general del client, sinó també la fidelitat del client la que evoluciona amb el temps.

### El model de desconfirmació
"El model de desconfirmació es basa en la comparació de les [expectatives] dels clients i les seves valoracions [de rendiment percebut]. Concretament, les expectatives d'un individu es confirmen quan un producte funciona com s'esperava. Es confirma negativament quan un producte funciona més malament del que s'esperava. La desconfirmació és positiva quan un producte supera les expectatives (Churchill i Suprenant, 1982). Hi ha quatre construccions per descriure el paradigma de desconfirmació tradicional esmentat com a expectatives, rendiment, desconfirmació i satisfacció." "La satisfacció es considera com un resultat de la compra i l'ús, resultant de la comparació dels compradors de les recompenses esperades i els costos incorreguts de la compra en relació amb les conseqüències previstes. En funcionament, la satisfacció és d'alguna manera similar a l'actitud, ja que es pot avaluar com la suma de satisfaccions amb algunes característiques d'un producte." “A la literatura també es desenvolupen models cognitius i afectius de satisfacció i es consideren alternatives", tal com va dir Pfaff al 1977. Churchill i Suprenant el 1982 van avaluar diversos estudis a la literatura i van formar una visió general del procés de desconfirmació a la figura següent: "

## Construcció

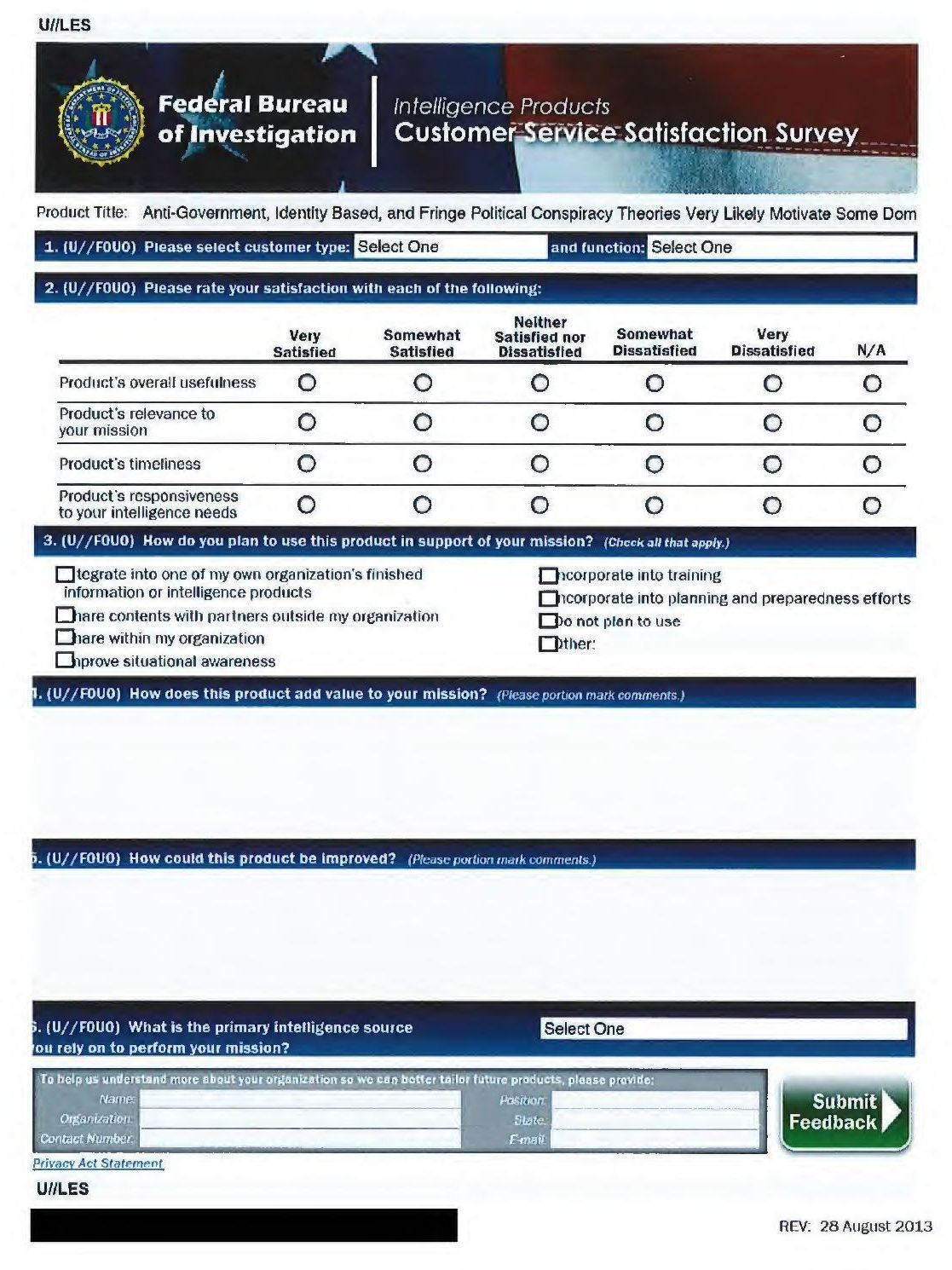
Un formulari de satisfacció del servei al client de quatre elements de sis punts

Les organitzacions han de retenir els clients existents mentre s'orienten als no clients. Mesurar la satisfacció del client proporciona una indicació de l'èxit que té l'organització a l'hora de proporcionar productes i/o serveis al mercat.
"La satisfacció del client es mesura a nivell individual, però gairebé sempre s'informa a nivell agregat. Es pot mesurar i sovint es mesura en diverses dimensions. Un hotel, per exemple, pot demanar als clients que valoren la seva experiència amb el servei de recepció i registre d'entrada, amb l'habitació, amb les comoditats de l'habitació, amb els restaurants, etc. A més, en un sentit holístic, l'hotel podria preguntar sobre la satisfacció general "amb la vostra estada"."
A mesura que la investigació sobre experiències de consum creix, l'evidència suggereix que els consumidors compren béns i serveis per a una combinació de dos tipus de beneficis: hedònics i utilitaris. Els beneficis hedònics estan associats amb els atributs sensorials i vivencials del producte. Els beneficis utilitaris d'un producte s'associen amb els atributs més instrumentals i funcionals del producte (Batra i Athola 1990).
La satisfacció del client és un concepte ambigu i abstracte i la manifestació real de l'estat de satisfacció variarà de persona a persona i de producte/servei a producte/servei. L'estat de satisfacció depèn d'una sèrie de variables tant psicològiques com físiques que es correlacionen amb conductes de satisfacció com ara el rendiment i la taxa de recomanació. El nivell de satisfacció també pot variar en funció d'altres opcions que pugui tenir el client i d'altres productes amb els quals el client pugui comparar els productes de l'organització.
El treball realitzat per Parasuraman, Zeithaml i Berry (Leonard L) entre 1985 i 1988 proporciona la base per a la mesura de la satisfacció del client amb un servei mitjançant l'ús de la bretxa entre l'expectativa de rendiment del client i la seva experiència percebuda de rendiment. Això proporciona al mesurador un "buit" de satisfacció que és de naturalesa objectiva i quantitativa. El treball realitzat per Cronin i Taylor proposa la teoria de la "confirmació/desconfirmació" de combinar el "buit" descrit per Parasuraman, Zeithaml i Berry com a dues mesures diferents (percepció i expectativa de rendiment) en una única mesura de rendiment segons l'expectativa.
Les mesures habituals de satisfacció del client impliquen una enquesta utilitzant una escala Likert. Es demana al client que avaluï cada afirmació en funció de les seves percepcions i expectatives del rendiment de l'organització que es mesura.
Les mesures de bona qualitat han de tenir una càrrega de satisfacció elevada, una bona fiabilitat i unes variacions d'error baixes. En un estudi empíric que comparava les mesures de satisfacció utilitzades habitualment, es va trobar que dues escales diferencials semàntiques de diversos ítems tenien un millor rendiment tant en contextos de consum de serveis hedònics com utilitaris. Un estudi de Wirtz i Lee (2003), va trobar que una escala diferencial semàntica de sis ítems de 7 punts (per exemple, Oliver i Swan 1983), que és una escala bipolar de sis ítems de 7 punts, tenia un millor rendiment constant. tant en serveis hedònics com utilitaris. Va carregar més en satisfacció, va tenir la fiabilitat de l'ítem més alta i va tenir, amb diferència, la variació d'error més baixa en tots dos estudis. A l'estudi, els sis ítems van demanar l'avaluació dels enquestats de la seva experiència més recent amb els serveis de caixers automàtics i el restaurant de gelats, al llarg de set punts d'aquests sis ítems: "de m'ha agradat a no agradar- me", "content amb a disgustat ", "molt satisfet amb a molt insatisfet amb". Una escala diferencial semàntica (4 ítems) (per exemple, Eroglu i Machleit 1990), que és una escala bipolar de quatre ítems i 7 punts, va ser la segona mesura amb millor rendiment, que va tornar a ser coherent en ambdós contextos. A l'estudi, es va demanar als enquestats que avaluessin la seva experiència amb ambdós productes, al llarg de set punts d'aquests quatre ítems: "satisfet a insatisfet ", "favorable a desfavorable", "agradable a desagradable " i "M'agrada molt a no, no m'agrada gens ". La tercera millor escala va ser la mesura percentual d'un sol ítem, una escala bipolar d'un ítem de 7 punts (per exemple, Westbrook 1980). De nou, se'ls va demanar als enquestats que avaluessin la seva experiència tant en serveis de caixers automàtics com en restaurants de gelats, al llarg de set punts dins de " encantat a terrible ".
Finalment, totes les mesures van capturar aspectes tant afectius com cognitius de la satisfacció, independentment dels seus ancoratges d'escala. Les mesures afectives capturen l'actitud d'un consumidor (agradar/no agradar) cap a un producte, que pot resultar de qualsevol informació o experiència del producte. D'altra banda, l'element cognitiu es defineix com una valoració o conclusió sobre com el rendiment del producte en comparació amb les expectatives (o superat o per sota de les expectatives), era útil (o no útil), s'adaptava a la situació (o no s'ajustava), ha superat els requisits de la situació (o no ha superat).

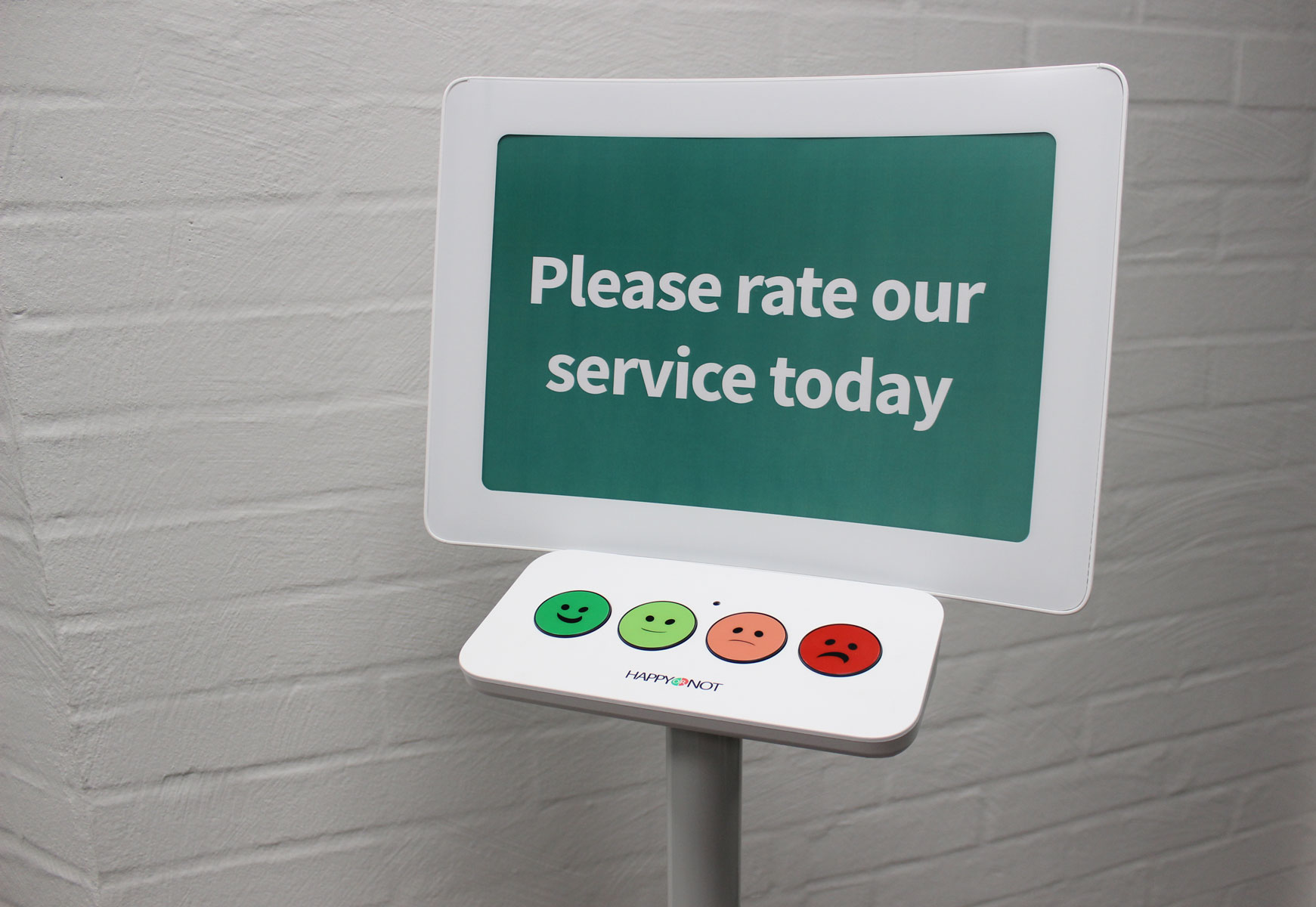
Un terminal de comentaris de satisfacció del client HappyOrNot de quatre punts d'un sol element

Investigacions recents mostren que en la majoria d'aplicacions comercials, com ara les empreses que realitzen enquestes de clients, una escala de satisfacció global d'un sol ítem funciona tan bé com una escala de diversos ítems. Especialment en estudis a gran escala en què un investigador necessita recopilar dades d'un gran nombre de clients, es pot preferir una escala d'un sol element perquè pot reduir l'error total de l'enquesta. Una descoberta recent interessant de tornar a entrevistar els mateixos clients d'una empresa és que només el 50% dels enquestats donen la mateixa puntuació de satisfacció quan es tornen a entrevistar, fins i tot quan no hi ha hagut cap trobada de servei entre el client i l'empresa entre les enquestes. L'estudi va trobar un efecte de "regressió a la mitjana" en les respostes de satisfacció del client, per la qual cosa el grup enquestat que va donar puntuacions excessivament baixes a la primera enquesta va retrocedir cap al nivell mitjà de la segona, mentre que el grup que va donar puntuacions excessivament altes va tendir a retrocedir a la baixa cap al nivell mitjà global de la segona enquesta.

## Metodologies
American Customer Satisfaction Index (ACSI) és un estàndard científic de satisfacció del client. La investigació acadèmica ha demostrat que la puntuació nacional ACSI és un fort predictor del creixement del producte interior brut (PIB) i un predictor encara més fort del creixement de la despesa en consum personal (PCE). A nivell microeconòmic, els estudis acadèmics han demostrat que les dades d'ACSI estan relacionades amb el rendiment financer d'una empresa en termes de retorn de la inversió (ROI), vendes, valor de l'empresa a llarg termini (q de Tobin), flux de caixa, volatilitat del flux d'efectiu, capital humà. rendiment, rendiments de la cartera, finançament del deute, risc i despesa del consumidor. S'ha demostrat que l'augment de les puntuacions d'ACSI prediu la lleialtat, les recomanacions de boca a boca i el comportament de compra. L'ACSI mesura anualment la satisfacció del client de més de 200 empreses de 43 indústries i 10 sectors econòmics. A més dels informes trimestrals, la metodologia ACSI es pot aplicar a empreses del sector privat i agències governamentals per tal de millorar la fidelització i la intenció de compra.
El model Kano és una teoria del desenvolupament del producte i la satisfacció del client desenvolupada a la dècada de 1980 pel professor Noriaki Kano que classifica les preferències dels clients en cinc categories: atractiu, unidimensional, imprescindible, indiferent, invers. El model Kano ofereix una visió dels atributs del producte que es consideren importants per als clients.
SERVQUAL o RATER és un marc de qualitat de servei que s'ha incorporat a les enquestes de satisfacció del client (per exemple, el baròmetre de satisfacció del client noruec) per indicar la bretxa entre les expectatives dels clients i l'experiència.
JD Power and Associates ofereix una altra mesura de la satisfacció del client, coneguda pel seu enfocament superior i els rànquings de la indústria de l'automoció. La investigació de màrqueting de JD Power and Associates consisteix principalment en enquestes de consumidors i és coneguda públicament pel valor dels premis dels seus productes.
Altres empreses d'investigació i consultoria també tenen solucions de satisfacció del client. Aquests inclouen el procés d'auditoria de satisfacció del client d'AT Kearney, que incorpora el marc de les etapes d'excel·lència i que ajuda a definir l'estat d'una empresa en funció de vuit dimensions identificades críticament.
El Net Promoter Score (NPS) també s'utilitza per mesurar la satisfacció del client. En una escala de 0 a 10, aquesta puntuació mesura la voluntat dels clients de recomanar una empresa als altres. Malgrat moltes crítiques des del punt de vista científic, l'NPS s'utilitza àmpliament a la pràctica. La seva popularitat i ampli ús s'han atribuït a la seva senzillesa i a la seva metodologia oberta.
Per a les enquestes de satisfacció del client B2B, on hi ha una base de clients petita, és desitjable una alta taxa de resposta a l'enquesta. L'índex de satisfacció del client nord-americà (2012) va trobar que les taxes de resposta a les enquestes basades en paper eren al voltant del 10% i les taxes de resposta a les enquestes electròniques (web, wap i correu electrònic) estaven de mitjana entre el 5% i el 15%, cosa que només es pot fer. proporcionar una enquesta de les opinions dels clients.
Als estats membres de la Unió Europea, s'utilitzen molts mètodes per mesurar l'impacte i la satisfacció dels serveis d'administració electrònica, que el projecte eGovMoNet va intentar comparar i harmonitzar.
Aquestes metodologies de satisfacció del client no han estat auditades de manera independent pel Màrqueting Accountability Standards Board (MASB) segons MMAP (Marketing Metric Audit Protocol).
Hi ha moltes estratègies operatives per millorar la satisfacció del client, però al nivell més fonamental cal entendre les expectatives del client.
Recentment, hi ha hagut un interès creixent per predir la satisfacció del client mitjançant mètodes de big data i d'aprenentatge automàtic (amb característiques de comportament i demogràfiques com a predictors) per prendre accions preventives dirigides a evitar queixes, queixes i insatisfacció.